# تائونو پالو
تائونُ والدِمار پالُ (فنلاندی: Tauno Valdemar Palo؛ ٢٥ اکتبر ۱۹۰۸ در هامِنلیننا - ۲۴ می ۱۹۸۲ در هلسینکی) بازیگر و خوانندهٔ فنلاندی در دوران طلایی سینمای فنلاند بود.
پیتر وُن باگ در کتابِ راهنمای سینمای سوئد و فنلاند از پالُ به عنوان مشهورترین، محبوب‌ترین و بی‌شک بزرگترین و بهترین بازیگر سینمای فنلاند نام می‌برد. مهارت او در ترکیب سبک‌سری و جذابیتِ جوانی با بازیِ قدرتمند و حرفه‌ای، آشکارا در تئاتر دیده می‌شد.

## تئاترهای برجسته
- آنتون چخوف: عمو وانیا (در نقش دکتر آسترُف)
- آلکسیس کیوی: Seitsemän veljestä (در نقش یوهانی)
- هنریک ایبسن: خانهٔ عروسک (در نقش دکتر رَنک)
- تنسی ویلیامز: اتوبوسی به نام هوس (در نقش استنلی)
- گئورگ بوشنر: مرگِ دانتُن (در نقش دانتُن)
- Josef Julius Wecksell: Daniel Hjort (as Olavi)[۲]

## گزیدهٔ دیسکوگرافی
- Tuulikki 1934 (Odeon A 228258) – a waltz
- Tuohinen sormus 1934 (Odeon A 228282) – a jenkka
- Syksyn tullessa 1935 (Odeon A 228327) – a waltz
- Mieheke 1936 (Odeon A 228359) – a jenkka
- Marjatta 1936 (Odeon A 228360) – a tango
- Sinä semmoinen, minä tämmöinen 1936 (Odeon 228370) – a jenkka
- Nuoruuden sävel 1940 (Odeon A 228590) from film SF-paraati
- Tauno Palo & Ansa Ikonen: Pot-pot-pot 1940 (Odeon A 228590) from film SF-paraati
- Näenhän valoisan taivaan 1940 (Odeon A 228615) from film SF-paraati
- Soittoniekka 1942 (Columbia DY 386) – a ballad
- Ruusu on punainen 1967 (RCA FAS 985) – comeback with a German schlager arranged by Aarno Raninen
- Rosvo-Roope 1968 (RCA EPS 222) – finally recorded melody from eponymous film
- Tauno Palo & Ansa Ikonen: Ansa & Tauno 1974 (Kiss RPLP 5007) – LP, including Kulkurin valssi